# Grognardo
Grognardo és un municipi situat al territori de la província d'Alessandria, a la regió del Piemont (Itàlia).
Limita amb els municipis d'Acqui Terme, Cavatore, Morbello, Ponzone i Visone.
Pertanyen al municipi les frazioni de Benzi, Galletto, Poggio, Ronchi i Oviè.